# Oleksandr Dovjenko
Oleksandr (Alexandr) Petrovîci Dovjenko (în ucraineană Олександр Петрович Довженко; n. 29 august/10 septembrie 1894, Sosnîțea, Cernigov⁠(d), Imperiul Rus – d. 25 noiembrie 1956, Moscova, URSS) a fost scenarist, producător și regizor de film ucrainean avangardist.
Dovjenko este considerat unul din cei mai importanți regizori sovietici, alături de Serghei Eisenstein și Vsevolod Pudovkin. În 1959, Oleksandr Dovjenko a fost decorat cu Premiul Lenin. 

## Biografie
Alexandr Dovjenko s-a născut în cartierul Viunișce din Sosnîțea, un tîrgușor situat în Imperiul Rus (acum parte din Ucraina) ca fiu al lui Petro Semenovici Dovjenko și Odarka Ermolaivna Dovjenko. Strămoșii săi paterni erau cazaci care s-au stabilit în Sosnîțea în secolul al XVIII-lea, provenind din provincia Poltava. Alexandr a fost al șaptelea din cei paisprezece copii, dar din cauza ratei mari a mortalității, el a ajuns cel mai mare dintre cei 2 copii supraviețitori.
Deși părinții săi erau oameni simpli, fără școală, Alexandr a fost ajutat de bunicii săi să studieze și să se poată angaja ca profesor la vîrsta de numai 19 ani. Din cauza bolii de inimă de care suferea, Dovjenko a fost scutit de serviciul militar atît în timpul Primului Război Mondial cît și în timpul Revoluției Ruse. S-a alăturat însă Partidului Comunist la începutul anilor 1920, fiind numit asistent al ambasadorul rus la Varșovia și Berlin. La întoarcerea sa în URSS, în 1923, Dovjenko a început să ilustreze cărți și să creeze desene animate în Harkov.

Oleksandr Petrovici Dovjenko

Primul său film, Vasia Reformatorul, a fost realizat în anul 1926, la Odesa. Și-a cîștigat însă recunoașterea națională cu pelicula Звeнигopа (Zvenigora) (1928) ce l-a impus ca unul din cei mai importanți regizori ai epocii sale. Seria sa Trilogia ucraineană (din care fac parte filmele: Arsenal, Pămîntul și Ivan), deși criticată puternic de mass-media sovietică a acelor vremuri ce era de părere că realismul filmelor împiedică ideile revoluționare rusești, este cea mai cunoscută serie de filme produsă de Dovjenko. Pentru pelicula Щopc (Șors) Dovjenko a fost recompensat cu Premiul Stalin (1941), iar opt ani mai tîrziu, în 1949, el a primit același premiu pentru filmul Miciurin. Filmul Pământ a fost inclus în lista celor mai bune 12 filme din toate timpurile și națiunile conform versiunii Expoziției Mondiale de la Bruxelles.
În timpul celui de-al Doilea Război Mondial Dovjenko a lucrat ca jurnalist de război fiind apoi angajat ca scenarist și proudcător de film la Studiourile Mosfilm din Moscova. De-a lungul unei cariere de peste 20 de ani, Dovjenko a regizat personal numai 7 filme.
Dovjenko s-a stins din viață în urma unui atac de cord pe 25 noiembrie 1956 în casa lui din Peredelkino. Soția sa, Iulia Solnțeva, a dus mai departe munca sa, definitivînd proiectele rămase neterminate.
În onoarea sa studiourile de film din Kiev au fost botezate „Studiourile de Film Dovjenko”.

## Filmografie

### Regizor
- 1926 — Fructul iubirii (Ягодка любви)
- 1926 — Vasia Reformatorul (Вася-реформатор)
- 1927 — Valiza diplomatică (Сумка дипкурьера)
- 1928 — Zvenigora (Звенигора)
- 1929 — Arsenal (Арсенал)[8]
- 1930 — Pământ (Земля)
- 1932 — Ivan (Иван), Premiul Festivalului Internațional de Film de la Veneția
- 1935 — Aerograd (Аэроград), film SF
- 1939 — Șors (Щорс), film biografic despre Nicolai Alexandrovici Șors, celebru comandant al Armatei Roșii în timpul Războiului Civil, Premiul Stalin în 1941
- 1948 — Miciurin (Мичурин), film biografic despre Ivan Vladimirovici Miciurin, celebru botanist rus și practician al selecției plantelor, Premiul Stalin în 1949
- 1951 — La revedere, America! (Прощай, Америка!)

### Scenarist
- 1940 – Eliberarea (Освобождение)
- 1940 – Bucovina, pământ ucrainean (Буковина, земля Украинская)
- 1943 – Bătălia pentru Ucraina (Битва за нашу Советскую Украину)
- 1945 – Pământ natal (Страна родная)
- 1945 – Victoria în Ucraina (Победа на Правобережной Украине)
- 1959 – Poemul mării (Поэма о море) (filmul nu a fost finalizat de către autor), scenariul primind Premiul Lenin pentru literatură (postum)
- 1960 – Povestea anilor de foc (Повесть пламенных лет)
- 1965 – Fermecata Desna  (Зачарованная Десна)